# Plena

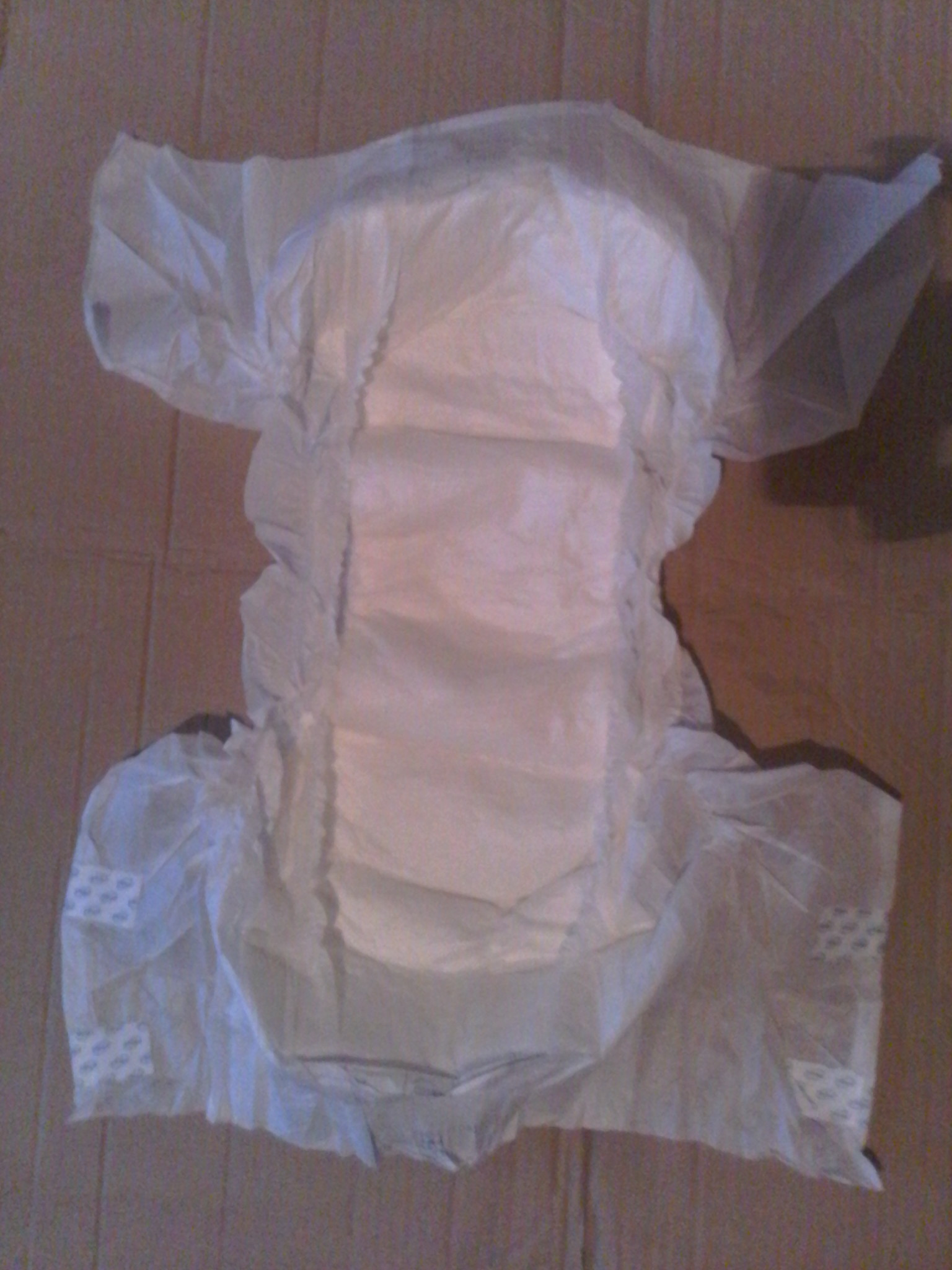
Jednorázová plena

Plena je část oděvu, určená k zachycování výkalů a moče. Převážně ji používají kojenci, batolata, a dospělí lidé, trpící inkontinencí, ve zvláštních případech i zdraví lidé, když není možné použít záchodu.
Slovo plena původně označovalo plátno.

## Typy
Pleny mohou být vyrobeny z absorbujících vrstev látky nebo ručníkové tkaniny či z jednorázových absorbujících materiálů. Výběr použití látkových nebo jednorázových plenek je individuální. Zatímco látkové plenky jsou v dlouhodobější perspektivě určitě levnější než jednorázové, vliv prostředí, zdraví a zvyků tvoří také významné faktory. Všechny studie, které odstartovaly polemiky počátkem 90. let 20. století, financovala firma Procter & Gamble, která v té době čelila rostoucí kritice, neboť produkovala většinou jednorázové plenky. Pro dospělé drtivě převládá trh s jednorázovými plenami, zatímco u dětských plen je poměr vyrovnanější.

### Látkové

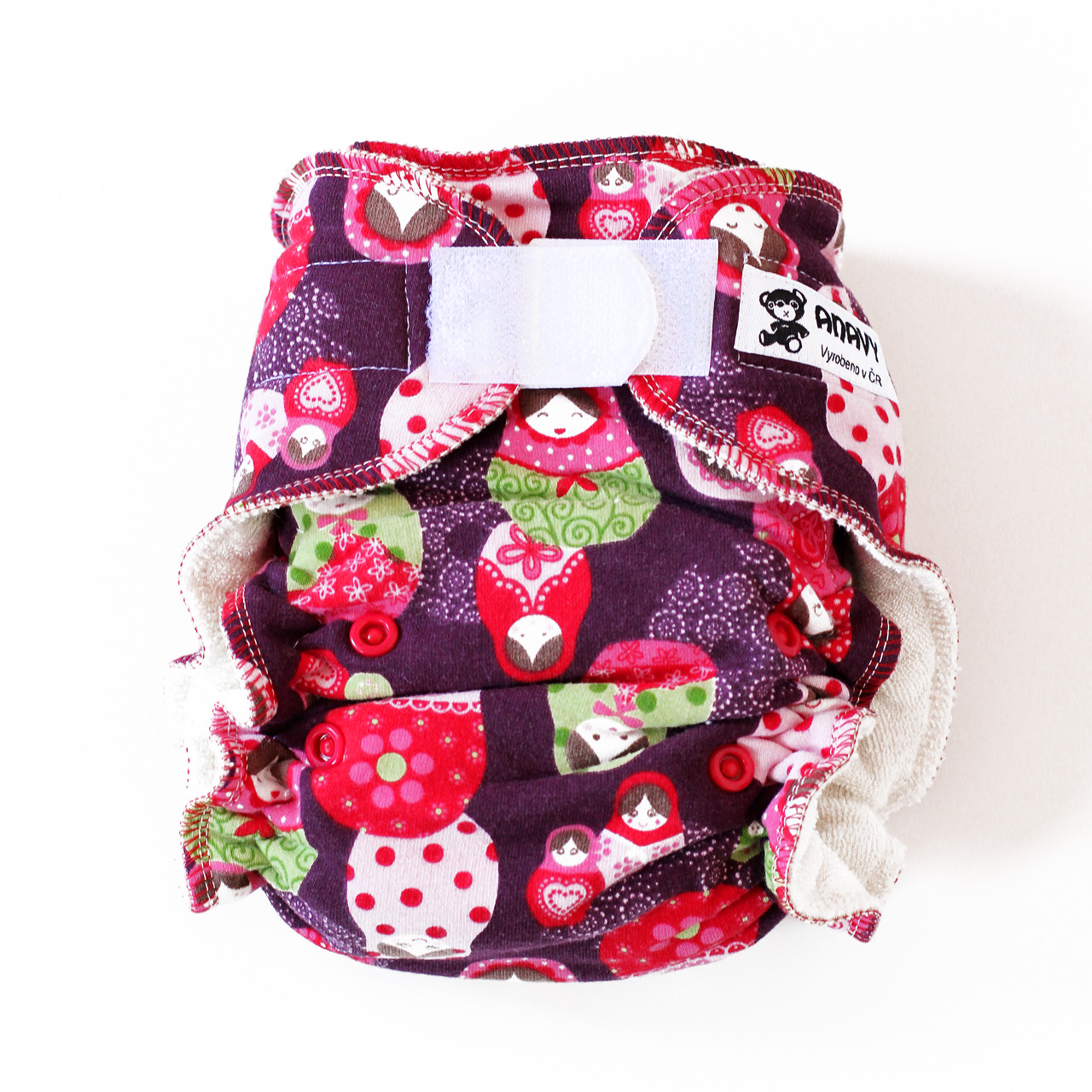
Látková plena

Látkové pleny jsou pratelné, znovu použitelné a méně zatěžují odpadní skládky. Na jejích praní se používají prací prostředky a voda. Děti používající látkové plenky mají tendenci začít používat toaletu dříve, protože látka udržuje vlhkost, která může dítě vyrušovat nebo aspoň připomíná tělesné funkce. Tyto děti potřebují průměrně 6000 výměn plenek. Když se vyhodí na odpadní skládku, bavlněné plenky se rozloží během 6 měsíců.
Látkové plenky se staly v posledních letech dostupnější. Naformované látkové plenky s uzávěry nebo plenky „všechno v jednom“ (all-in-one) s obalem chránícím před vlhkostí jsou teď dostupné jako alternativa k starším překládaným a sepnutým plenkám. Některá americká města nabízejí plenkový servis – za poplatek jsou dodávány čisté plenky a sbírány špinavé. Látkové plenky mohou být používané spolu s bezplínkovou komunikační metodou jako pojistka proti nehodě.

### Jednorázové
Moderní jednorázové plenky se obvykle vyrábí z látce podobného vodotěsného obalu, vlhkost odvádějící vnitřní vrstvy a absorbujícího vnitřního jádra. První zmínku o jednorázové plence udělal Pauli Strǒm ze Švédska v roce 1942. První jednorázové plenky měly vnitřek z mnoha vrstev kapesníkového papíru a byly schopny udržet 100 ml moče, co je asi jedno močení. Po roku 1960 se začala pro absorpční jádro používat celulóza a jednorázové plenky se staly populárnější u rodin, které si je mohly dovolit. Od sedmdesátých let se na západě začaly masově vyrábět i pro dospělé. Do postkomunistických zemí se jednorázové pleny dostaly až v 90. letech. Moderní jednorázové pleny pro dospělé jsou schopny při běžném nošení pojmout až okolo jednoho litru.
Dospělí upřednostňují jednoznačně jednorázové, jelikož jsou diskrétnější, lehčí, nezapáchají, vydrží déle suché a dají se nosit déle.
Jednorázové plenky předstihly prakticky v celém vyspělém světě v prodeji látkové plenky. V roce 2004 se jen v USA prodalo přibližně 18 miliard kusů jednorázových plenek.[zdroj?]
Jednorázové plenky se těžko zpracují a jejích materiály se v odpadní skládce podle některých studií rozloží až za asi 500 let. Protože jednorázové plenky odvádějí vlhkost od těla dítěte, děti někdy nepoznají, že jsou vlhké, což může být důvod, proč se tyto děti učí na toaletu až od 3 let. Mohou proto potřebovat až 8000 jednorázových plenek. I když látkové plenky stojí víc za kus, jednorázové plenky jsou v dlouhodobé perspektivě mnohem dražší.
Jednorázové plenky obsahují chemikálie zahrnuté nechtěně během produkce i záměrně pro zlepšení absorpce a sání vlhkosti od kůže. I když tento systém udržuje kůži suchou, může ji i podráždit.[zdroj?]

## Užití

### Děti
Většina dětí ve věku 1,5–4 roky, v závislosti na výchově, typu plenek, rodičovských zvycích a osobnosti dítěte, nepotřebuje plenky, když nespí. Ale některé děti mají problémy s denní nebo častěji s noční kontrolou močení až do 8 let nebo i déle. To může být způsobeno mnoha důvody, nejčastěji nedostatečnou produkcí antidiuretického hormonu (ADH) v dětském organismu. Jiné důvody zahrnují problémy s ovládáním močového měchýře a emocionální problémy (ale emocionální problémy jsou méně častá příčina než se obecně myslí). Některé starší děti též potřebují plenky během cestování. Tyto děti mohou použít větší verzi standardních plenek (junior plenky) nebo speciální plenky, které napodobují spodní prádlo a nepotřebují upevnění nebo pomoc dospělých.

### Dospělí
Dospělí pleny nosí nejčastěji v situacích, kdy mají potíže s kontinencí moči či stolice. To se stává především u lidí po urázech, během nemocí, v případech poruch režimu močení, jako třeba enuréza, polyurie či hyperaktivní močový měchýř a zejména u těch ve velmi vysokém věku. Dospělí častěji volí spíše různé druhy podpůrných (prevenčních) inkontinenčních pomůcek, které však již neslouží jako pleny k zachytávání všeho, ale typicky například jen moči, což jsou například různé inkontinenční vložky. Zdraví dospělí pleny mohou používat v situacích, kdy si není kam ulevit, například jde o potápěče v suchých oblecích, pracovníky v protichemických oblecích, výškové pracovníky, kosmonauty, řidiče, či jiné situace, kdy je zkrátka problém dostat se k WC a ulevit si na místě je společensky nevhodné. Jinou skupinou jsou dospělí, kteří nosí pleny dobrovolně, ať už protože jim to je příjemné (Diaper lovers), a nebo jako součást ageplay.
V dospělosti se každopádně s používáním plen doporučuje obezřetnost, a pokud nejste plně inkontinentní, není vhodné abyste nosili trvale a dlouhodobě, jelikož i několikaměsíční používání plen zdravým člověkem 24/7 v týdny může vést k natolik značnému ochabnutí svěračů, že dochází k inkontinenci, v některých případech i úplné.

## Použití
Schopnost látkové pleny absorbovat kapaliny může být zvýšena použitím speciálních vložek. To je užitečné pro děti, které své plenky silně promočí, nebo když není možné plenky často měnit. Tlustá plenka mezi nohama může snížit pohyblivost dítěte, ale je to nutné pro hygienu dítěte i okolí.
Výměna plen závisí na jejich absorpci, tedy tom kolik mohou pojmout, a v závislosti na konkrétním typu se může velmi silně různit. Dalším faktorem je i množství vymočené moči. Obvykle plena vydrží v rozmezí 5 – 12 hodin. U dětí je vhodnější měnit častěji.
Jako prevence podráždění kůže nazývané opruzení má být plenka vyměněna co nejdříve po ušpinění (zvláště od výkalů). Během výměny po vyčištění a usušení zadnice se používá i dětský olej, ochranný krém nebo dětský zásyp na redukci podráždění. Nejlepší metoda na prevenci a léčbu plenkové vyrážky je vystavit zadnici vzduchu a slunci co nejčastěji. Existují též speciální krémy obsahující složky jako oxid zinečnatý, které se mohou použít na léčbu plenkových vyrážek. Před odložením plenky, buď do plenkové nádoby na praní nebo odpad, je nutno oddělit co nejvíc výkalové hmoty do toalety, aby se zabránilo kontaminaci odpadních skládek a spodních vod.
Existuje několik kultur, které se bez použití plen úplně obejdou, ať už z vůle nebo nutnosti. Rodiče nebo jiní pečovatelé se mohou naučit vnímat zvyky a signály vylučování dítěte. Když je evidentní, že dítě potřebuje vylučovat, přenesou dítě na potřebné místo. Na západě se tato praxe často nazývá dětský nočníkový trénink (i když jde o rodiče, kteří trénují rozpoznávání signálů) nebo bezplínková komunikační metoda.

### Porovnání energetické náročnosti jednorázových a látkových plen
Britská agentura pro životní prostředí uveřejnila v roce 2008 studii, porovnávající uhlíkovou stopu výroby a používání látkových a jednorázových plen. Závěr:
- v případě praní látkových plenek při 60 °C a "přírodním" sušení na šňůře jsou látkové pleny více než 2x energeticky úspornější,
- v případě praní na 90 °C a sušení v elektrické sušárně je výsledek opačný – látkové pleny jsou téměř 2x energeticky náročnější než jednorázové.

## Alternativy
Mezi současné trendy patří hybridní mnohorázový/jednorázový systém s vnější plastickou částí, která se používá víckrát a vnitřní absorbující částí, která se vyhodí a je kompletně biologicky rozložitelná.

## Zajímavosti
- Speciální plenky vyvíjela v šedesátých letech NASA. Důvodem bylo pomočení prvního amerického astronauta po mnohahodinových odkladech startu.
- Plenky pro dospělé jsou využívány i v Číně, kde cestující v přecpaných vlacích takto řeší nedostupnost toalet na dlouhých cestách.[zdroj?]
- Z dětských plen jsou v některých zemích vyráběny tzv. plenkové dorty, kterými jsou obdarováváni rodiče dítěte v souvislosti s oslavami jeho narození.

## Související článek
- ABDL
- Močová inkontinence
- Defekace
- Urinace